# Blueface
Johnathan Jamall Porter (Los Ángeles, California; 20 de enero de 1997), conocido por su nombre artístico Blueface, es un rapero estadounidense. En octubre de 2018, se hizo viral por un meme de su estilo de rap sin base tras la publicación de su videoclip «Respect My Cryppin'». En el mes siguiente, firmó un contrato con Cash Money West, el sello discográfico del rapero Birdman. En 2019, el remix de la canción, «Thotiana», con Cardi B y YG, se convirtió en su sencillo más exitoso hasta la fecha, alcanzando el puesto número 8 en el Billboard Hot 100. El 13 de marzo de 2020 publicó su primer álbum de estudio, «Find the Beat».

## Primeros años
Johnathan Jamall Porter nació el 20 de enero de 1997 en Los Ángeles, California. Creció en Mid-City, en el centro de Los Ángeles, pasando por varias escuelas antes de mudarse con su madre a Santa Clarita, pero acabó yéndose con su padre a Oakland. Después de mudarse a San Fernando, Blueface asistió al instituto Arleta High School y se unió a la banda del instituto tocando el saxofón además de al equipo de fútbol americano, convirtiéndos en quaterback en 2014. Jugando como quarterback, Blueface llevó a su equipo a ganar el campeonato, East Valley League en 2014. Blueface hace referencia a sus pasadas experiencias como jugador de fútbol en el vídeoclip del remix de "Thotiana".
Blueface comenzó a tener interés en el rap a una edad temprana, tras escuchar 50 Cent, The Game y Snoop Dogg

## Estilo musical
El estilo de rapear de Blueface es sin beat, y su voz única ha sido comparada con otro raperos de California como E-40 y Suga Free. Blueface ha dicho que escribe para “el beat”, y usa solo bases instrumentales para todas sus canciones.

## Vida personal
Porter tiene tres hijos. Priorizando su entrada a la industria musical, Porter ha pasado prácticamente toda su vida adulta sin trabajo, trabajando pequeñas temporadas ocasionalmente.  

Salió con Chrisean Rock del 2020 al 2023, y en enero del 2023, Malone anunció que estaba embarazada de su primer hijo con él. Su hijo Chrisean Jesus Malone Jr. nació el 3 de septiembre del 2023.
En diciembre de 2019, Porter recibió una reacción violenta después de publicar un video de sí mismo parado encima de un SUV negro y arrojando dinero en efectivo a una multitud de personas en Skid Row, un área notoriamente pobre de Los Ángeles. Aunque algunos lo vieron como un buen gesto, fue criticado como "deshumanizante".

### Problemas legales
En 2018, después de que un hombre intentara robarle en una gasolinera en Newhall, California, Porter disparó contra el automóvil del sospechoso y luego fue arrestado y acusado de disparar contra un vehículo ocupado, un delito grave en el estado de California. Fue liberado con una fianza de $69,000 el 18 de noviembre.
Porter fue arrestado en febrero de 2019 por posesión de armas de fuego después de que las fuerzas del orden recuperaran una pistola cargada y no registrada en su poder.
El 15 de noviembre de 2022, Porter fue arrestado por cargos de intento de asesinato y tiroteo en Las Vegas, Nevada, el 8 de octubre de ese año. Fue encarcelado en el Centro de Detención del Condado de Clark.
El 2 de octubre de 2023, fue sentenciado a tres años de libertad condicional, con una posible sentencia de prisión de dos a cinco años si viola la libertad condicional.
El 12 de enero de 2024, Porter fue arrestado por violar su Libertad condicional.

## Discografía

### Álbumes de estudio
| Título        | Detalles del álbum                                                                                            | Posición en lista | Posición en lista | Posición en lista |
| Título        | Detalles del álbum                                                                                            | US                | US                | CAN               |
| ------------- | --- | ----------------- | ----------------- | ----------------- |
| Find the Beat | - Publicación: 13 de marzo de 2020 - Discografía: Cash Money, Republic - Formato: Descarga digital, streaming | 64                | 39                | 65                |

### Mixtapes
| Título      | Detalles del mixtape                                                                                         | Posición en lista | Posición en lista | Posición en lista | Posición en lista |
| Título      | Detalles del mixtape                                                                                         | US                | US                | US                | CAN               |
| ----------- | --- | ----------------- | ----------------- | ----------------- | ----------------- |
| Famous Cryp | - Publicación: 20 de junio de 2018 - Discografía: 5th Amendment, eOne - Formato: Descarga digital, streaming | 29                | 17                | 17                | 25                |

### EPs
| Título    | Detalles del EP | Posición en lista | Posición en lista | Posición en lista |
| Título    | Detalles del EP | US                | US                | CAN               |
| --------- | --- | ----------------- | ----------------- | ----------------- |
| Two Coccy | - Publicación: 20 de septiembre de 2018 - Discografía: Cash Money, Republic - Format0: Digital download, streaming | —                 | —                 | —                 |
| Dirt Bag  | - Publicación: 9 de agosto de 2019 - Discografía: Cash Money, Republic - Formato: Descarga digital, streaming      | 48                | 29                | 41                |

### Sencillos

#### Como artista principal
| Título                                                                | Año  | Posición en lista | Posición en lista | Posición en lista | Posición en lista | Posición en lista | Posición en lista | Posición en lista | Posición en lista | Certificaciones | Álbum                |
| Título                                                                | Año  | US                | US R&B/HH         | US                | CAN               | FRA               | NZ                | SUE               | RU                | Certificaciones | Álbum                |
| --------------------------------------------------------------------- | ---- | ----------------- | ----------------- | ----------------- | ----------------- | ----------------- | ----------------- | ----------------- | ----------------- | --------------- | -------------------- |
| "Fuck It Up" (con Trendd)                                             | 2017 | —                 | —                 | —                 | —                 | —                 | —                 | —                 | —                 |                 | Sin álbum            |
| "Thotiana" (solo o ft. YG y/o Cardi B)                                | 2018 | 8                 | 4                 | 6                 | 12                | 168               | 9                 | 59                | 15                | - RIAA: Platino | Famous Cryp          |
| "Next Big Thing"                                                      | 2018 | —                 | —                 | —                 | —                 | —                 | —                 | —                 | —                 |                 | Two Coccy            |
| "Movie Scenes"                                                        | 2018 | —                 | —                 | —                 | —                 | —                 | —                 | —                 | —                 |                 | Two Coccy            |
| "DM"                                                                  | 2018 | —                 | —                 | —                 | —                 | —                 | —                 | —                 | —                 |                 | Sin álbum            |
| "Studio"                                                              | 2018 | —                 | —                 | —                 | —                 | —                 | —                 | —                 | —                 |                 | Sin álbum            |
| "Bleed It"                                                            | 2019 | —                 | 46                | —                 | —                 | —                 | —                 | —                 | —                 | - RIAA: Oro     | Dirt Bag             |
| "West Coast" (con G-Eazy o remix ft. YG y Allblack)                   | 2019 | —                 | 37                | —                 | 81                | —                 | —                 | —                 | —                 | - RIAA: Oro     | Beats (soundtrack)   |
| "Stop Cappin" (solo o con The Game)                                   | 2019 | —                 | —                 | —                 | —                 | —                 | —                 | —                 | —                 |                 | Dirt Bag             |
| "Daddy" (featuring Rich the Kid)                                      | 2019 | 78                | 30                | 36                | 72                | —                 | —                 | —                 | —                 | - RIAA: Platino | Dirt Bag             |
| "Bussdown" (featuring Offset)                                         | 2019 | —                 | —                 | —                 | —                 | —                 | —                 | —                 | —                 |                 | Dirt Bag             |
| "Bop" (with Tyga y YG)                                                | 2019 | —                 | —                 | —                 | —                 | —                 | —                 | —                 | —                 |                 | Legendary            |
| "Close Up" (ft. Jeremih)                                              | 2019 | —                 | —                 | —                 | —                 | —                 | —                 | —                 | —                 |                 | Find the Beat        |
| "First Class" (ft. Gunna)                                             | 2019 | —                 | —                 | —                 | —                 | —                 | —                 | —                 | —                 |                 | Find the Beat        |
| "Obama" (ft. DaBaby)                                                  | 2020 | —                 | —                 | —                 | —                 | —                 | —                 | —                 | —                 |                 | Find the Beat        |
| "Holy Moly" (ft, NLE Choppa)                                          | 2020 | —                 | —                 | —                 | —                 | —                 | —                 | —                 | —                 |                 | Find the Beat        |
| "Tour"(ft. Asian Doll, Glokk 9, NLE Choppa, Sada Baby, y Kiddo Curry) | 2020 | —                 | —                 | —                 | —                 | —                 | —                 | —                 | —                 |                 | Famous Cryp Reloaded |
| "Respect My Cryppin'" (solo o ft. Snoop Dogg)                         | 2020 | —                 | —                 | —                 | —                 | —                 | —                 | —                 | —                 |                 | Famous Cryp          |
| "Outside (Better Days)" (con OG Bobby Billions)                       | 2021 | —                 | —                 | 32                | —                 | —                 | —                 | —                 | —                 |                 | Sin álbum            |

#### Como artista secundario
| Título                                                | Año  | Posición en lista | Posición en lista | Posición en lista | Posición en lista | Posición en lista | Certificaciones | Álbum         |
| Título                                                | Año  | US                | US R&B/HH         | CAN               | NZ Hot            | UK                | Certificaciones | Álbum         |
| ----------------------------------------------------- | ---- | ----------------- | ----------------- | ----------------- | ----------------- | ----------------- | --------------- | ------------- |
| "Slide" (French Montana ft. Blueface y Lil Tjay)      | 2019 | 90                | 33                | 54                | 13                | 81                | - RIAA: Oro     | Montana       |
| "Shotta Flow (Remix)" (NLE Choppa ft. Blueface)       | 2019 | —                 | —                 | —                 | 40                | —                 | - RIAA: Platino | Cottonwood    |
| "FULU$" (Farid Bang ft. Musiye y Blueface)            | 2019 | —                 | —                 | —                 | —                 | —                 |                 | Torremolinos  |
| "Moonwalking in Calabasas (Remix)" (DDG ft. Blueface) | 2020 | —                 | —                 | —                 | —                 | —                 | - RIAA: Platino | Die 4 Respect |
| "Curvy" (con Jay1 y The Plug)                         | 2020 | —                 | —                 | —                 | —                 |                   |                 |               |
| "Proud Of U (Remix)" (1TakeJay con Blueface)          | 2020 | —                 | —                 | —                 | —                 |                   |                 | Proud Of U    |

#### Otras canciones certificadas
| Título                  | Año  | Posición en lista | Álbum    |
| Título                  | Año  | NZ Hot            | Álbum    |
| ----------------------- | ---- | ----------------- | -------- |
| "Bussin" (ft. Lil Pump) | 2019 | 39                | Dirt Bag |